# Sérum de vérité

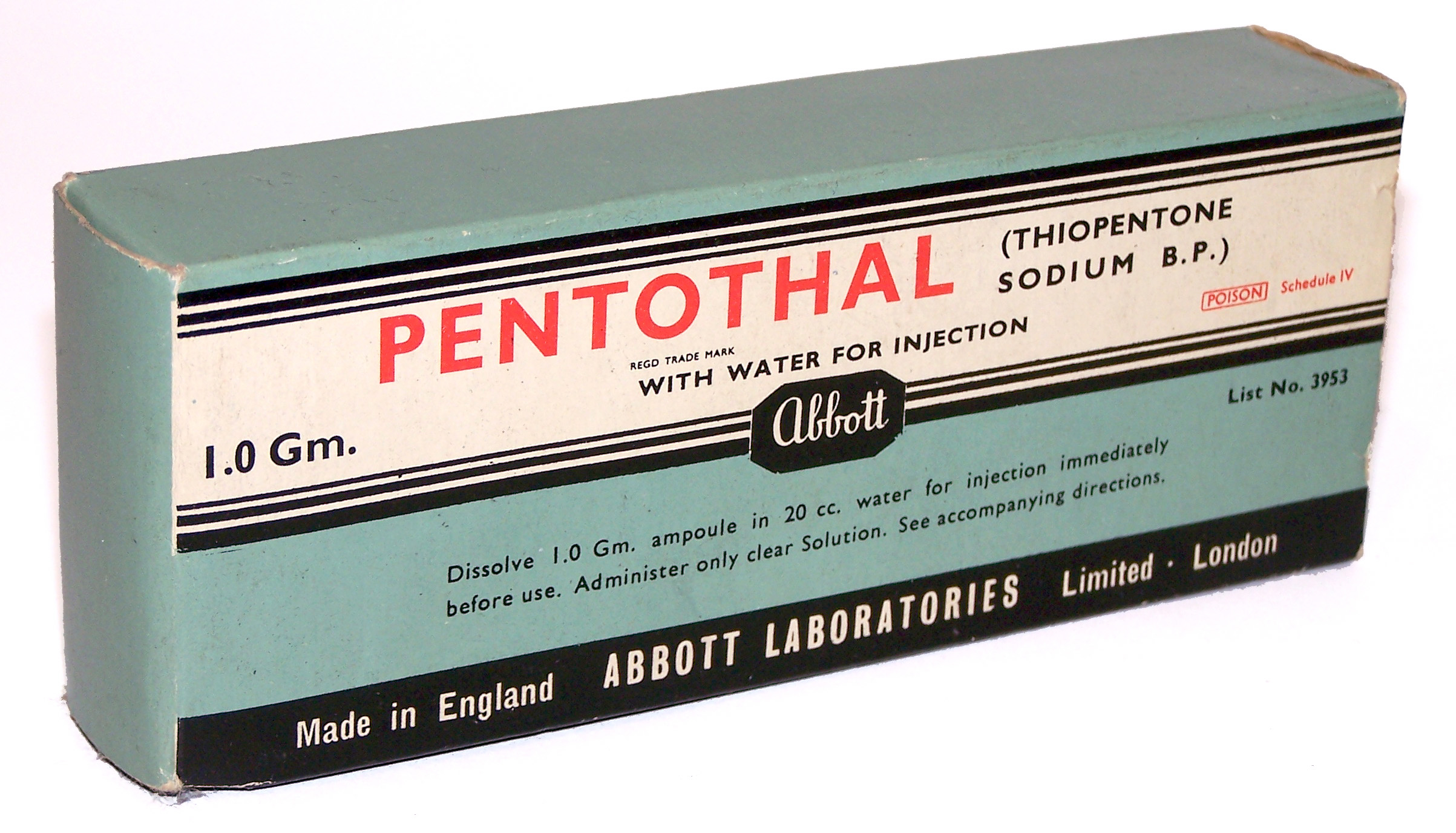
Thiopental, commercialisé sous le nom de Pentothal.

Le sérum de vérité est un terme générique désignant une substance médicamenteuse utilisée afin d'obtenir des informations d'un sujet non consentant, en général par la police, les services spéciaux ou les militaires.

## Histoire
Ce « sérum », documenté depuis 1930 par le docteur William Bleckwenn, est toujours actuellement en usage. Le type de substance dont il est issu est découvert pour la première fois par le docteur Robert Ernest House. House tente une expérience aux alentours de 1915 sur des femmes enceintes ; il leur injecte de la scopolamine et remarque un effet étrange dans leur comportement. Lorsque celles-ci sont interrogées, elles répondent instantanément sans réfléchir. Par la suite, House s'est plus particulièrement concentré sur des patients souffrant de troubles mentaux et a mené des recherches sur leur condition en faisant usage de plusieurs substances telles que la dopamine et le chloroforme. En 1924, il tente de nouveau une expérience avec de la scopolamine et, comme précédemment, découvre un état mental différent chez ses patients, rendus plus impressionnables et spontanés. Selon House, ses patients ne pouvaient cacher leurs émotions.

## Description
L'utilisation d'un sérum de vérité quel qu'il soit est controversée. Des scientifiques ont longtemps fait usage de sérums de vérité sur des espions, des patients en psychiatrie, des femmes enceintes ainsi que des suspects lors d'interrogatoires.
Les psychotropes employés aux fins de sérum de vérité ont été successivement l'éthanol, des extraits végétaux comme la scopolamine, le cannabis, des hallucinogènes comme le LSD et la psilocybine, ou encore des opiacés. Le plus célèbre est le thiopental sodique (plus connu sous son nom commercial de Pentothal), un barbiturique à effet rapide. Ces substances interfèrent avec la capacité de jugement et les fonctions cognitives supérieures. L'alcool, méthode populaire, serait également en usage chez les professionnels. Washington Station, le récit d'un ancien formateur du KGB basé à Washington, révèle ainsi l'emploi d'alcool presque pur pour vérifier la fiabilité d'un agent de renseignement.
Si les œuvres de fiction font la part belle aux méthodes d'interrogation utilisant ces substances, créditant ces drogues d'une efficacité quasi-magique, la réalité est différente.
L'information obtenue au moyen des sérums de vérité est peu fiable, les sujets interrogés mélangent faits réels et imaginaires. La sensibilité individuelle est extrêmement variable, ce qui, combinée à la difficulté de concentration et d'élaboration d'un discours construit qu'induisent ces substances, rend à la fois le dosage délicat et hasardeuse l'interprétation des informations obtenues. Une grande partie de l'effet attendu s'appuie sur la conviction du sujet qu'il ne peut pas mentir sous l'influence de la drogue. Dans les années 1990, les sérums de vérité étaient encore en usage au Canada dans le diagnostic de la schizophrénie, en particulier dans les cas de paranoïa[réf. souhaitée], pour surmonter la difficulté de l'établir par les seules ressources de l'entretien. L'intérêt des services secrets pour ce genre de méthodes aurait beaucoup décliné, bien que les attentats terroristes du 11 septembre aient conduit à leur réévaluation.

## Anecdote

### Inde
Le bureau central d'enquête en Inde utilise l'injection intraveineuse de sérums de vérité dans certains interrogatoires policiers. Cette technique a été utilisée lors de l'interrogation de Ajmal Kasab, un militant pakistanais, et membre du groupe islamiste Lashkar-e-Toiba, auteur des attaques de novembre 2008 à Bombay en Inde,.

## Usage dans des œuvres de fiction

### Littérature
- Dans Les Thanatonautes, de nombreuses personnes viennent déclarer à Michael Pinson et ses amis ce qu'ils ont vu au-delà de la zone bleue lors de leur expérience proche de la mort. Pour vérifier leurs dires, ils leur passent du sérum de vérité, filtrant efficacement les menteurs.
- Dans le livre Harry Potter et la Coupe de Feu, le mangemort Barty Croupton Junior doit boire du véritaserum pour avouer ce qu'il a fait durant toute l'année scolaire[2].
- Dans le livre Le Guide du voyageur galactique de Douglas Adams, Arthur rencontre Prak, qui, grâce à une importante overdose d'un sérum de vérité particulièrement efficace, a acquis la connaissance de la vérité. Prak confirme que 42 est effectivement la Réponse ultime à la grande question sur la vie, l'univers et le reste, mais révèle qu'il est impossible que la Question et la Réponse ultime soient à la fois connues pour le même Univers (une sorte de moyen de garder la clé de la serrure). Il affirme que si une telle chose se produisait, l'Univers disparaîtrait et serait remplacé par quelque chose d'encore plus bizarre et inexplicable. Il spécule ensuite sur le fait que cela se soit déjà produit.
- Dans le livre « Langelot en permission » de la Bibliothèque Verte, le sphinx essaie de mettre Langelot, puis le chef du SNIF, sous sérum de vérité.
- Dans le livre Artemis Fowl d'Eoin Colfer, Artemis Fowl fait croire à une fée qu'il a enlevé qu'elle a révélé des renseignements sur les siens sous l'effet du thiopental, alors qu'en réalité il les a recueillis dans un livre.
- Dans la Saga Vorkosigan de Lois McMaster Bujold, le thiopenta est un sérum de vérité injectable permettant des interrogatoires sans l'usage de violences ou contraintes, quelles soient psychologiques ou physiques. Le thiopentha annihile toute volonté de dissimulation ou mensonge. Une injection de contre-poison rend rapidement ses facultés au sujet. Seule l'induction d'une allergie au thiopenta peut contrer ses effets, toutefois le choc anaphylactique le rend potentiellement mortel. Le thiopenta permet d'illustrer le pouvoir d'un sérum de vérité infaillible dans le cadre d'une société comparable à la nôtre.
- Dans Acide Sulfurique d'Amélie Nothomb, la kapo Zdena injecte du Pentothal à Pietro Livi, ami de Pannonique, tentant d'apprendre le nom de celle-ci.
- Dans Des lendemains qui scintillent de Van Vogt, Orlo est soumis à cette drogue afin de permettre de découvrir les mécanismes du procédé de trans-diffusion.
- Dans la série littéraire et cinématographique Divergente, un sérum de vérité est très utilisé par la faction des Sincères pour habituer les membres de cette faction à dire la vérité. Il sera administré à Tris et à Quatre dans le tome 2, ce qui fera avouer à Tris qu'elle a tué Will, un de ses meilleurs amis.
- Dans le 4e tome du livre Phobos, écrit par Victor Dixen, le procureur injecte à Léonor un sérum de vérité pour lui faire avouer ce qu'il s'est passé sur Mars lors de la mort de Marcus.

### Bande dessinée
- Dans l'album Vol 714 pour Sydney des Aventures de Tintin, Rastapopoulos fait injecter à Laszlo Carreidas, par le Docteur Krollspell, un sérum de vérité pour lui extorquer ses coordonnées bancaires, mais le milliardaire se met à raconter les petits vols de sa vie, répondant en lien à partir du dernier mot à la fin de chaque phrase dite, qui invoquait ses méfaits passés, à la place. Rastapopoulos se retrouve lui-même accidentellement piqué et parle de son plan criminel et des atrocités qu'il avait commis durant sa vie[13].
- Dans l'album Les Buveurs de mondes de la série Lanfeust des Étoiles, l'agent secret Oho Seth se fait injecter un sérum de vérité par les Pathacelles. Comme dans le cas de l'album Vol 714 pour Sydney, l'homme se met à raconter tout sur sa vie, sauf ce qui intéresse ses interrogateurs.
- Dans le tome 1 de Jojo's Bizarre Adventure Battle Tendency : le sérum est injecté dans Speedwagon pour que les nazis obtiennent des renseignements sur l'emplacement de L'Homme du Pilier.

### Théâtre
- Dans la pièce de théâtre Soudain l'été dernier de Tennessee Williams, le docteur injecte à Catherine un produit pour qu'elle révèle comment est mort son cousin.

### Cinéma
- Dans le film de 1961, Les Canons de Navarone, les  Allemands utilisent avec succès de la scopolamine comme substitut à la torture pour interroger le major Roy Franklin (Anthony Quayle).
- Dans le film Jumpin' Jack Flash, le personnage principal, interprété par Whoopi Goldberg, se fait inoculer un sérum de vérité par les bandits de l'intrigue, ce qui donne ensuite lieu à plusieurs situations comiques.
- Dans le film Mon beau-père, mes parents et moi, Greg se fait injecter contre son gré un sérum de vérité par son beau-père car ce dernier veut vérifier s'il a bien un fils naturel. Greg, dans un état sonné, étale ses sentiments devant la foule, admettant qu'il a un enfant bâtard – ce qui se révèle être faux par la suite.
- Dans le film Ripoux 3, le chirurgien Albert veut faire une piqûre de sérum de vérité à René Boisrond dans le but de lui faire dire où se trouve une très grosse somme d'argent. Mais le policier François Lesbuche, meilleur ami de René, intervient à temps. Il braque le véreux chirurgien et l'oblige à s'injecter ce même sérum. Ainsi Albert va parcourir les couloirs de sa clinique, et ouvrir les portes de toutes les chambres en hurlant haut et fort qu'il est un médecin ripoux qui ne soigne que les voyous.
- Dans Kill Bill, Bill injecte le même type de sérum à La Mariée pour être certain de ses sentiments lorsqu'elle l'a quitté.
- Dans Matrix, l'un des personnages principaux, Morpheus, est interrogé à l'aide d'un sérum de vérité.
- Dans True Lies, le héros se fait dévoiler son plan d'évasion par une injection.
- Dans le film Hannibal Lecter - Les Origines du Mal, de Peter Webber la police utilise du Sodium Thiopental sur un ancien Nazi pour lui faire avouer qui avait révélé la cachette des enfants Juifs aux Nazis. Hannibal en profite pour subtiliser le flacon et il va ensuite s'injecter régulièrement ce produit pour qu'il devienne inefficace contre lui.
- Dans le film Child 44, un membre du KGB utilise du sodium thiopental pour faire parler un suspect.
- Dans La Cage aux folles 2, Albin se fait injecter 30 cm3 de penthotal pour finalement avouer qu'il est homosexuel.
- Dans Ant-Man et la Guêpe, Luis se fait injecter un cocktail de drogue afin de divulguer l'emplacement de Scott Lang, Henry Pym et Hope van Dyne.

### Séries télévisées

#### Années 1970
- En 1973 dans la série Cannon saison 2 épisode 14 « Un homme dans le parc ».

#### Années 1990
- Dans l'épisode 5921 de la série Les Feux de l'amour, diffusé le 26 juillet 1996 sur CBS, Mari Jo Mason administre à Christine Blair une dose de sérum de vérité afin de découvrir où la jeune femme a caché les éléments compromettants que Victor Newman lui a transmis.

#### Années 2000
- Dans la saison 8 épisode 4 de New York, unité spéciale.
- Dans l'épisode 3 saison 7 du dessin animé South Park, Butters indique avoir reçu des injections de Pentothal l'ayant amené à avouer un crime qu'il n'a pas commis.
- Dans la série 24 heures chrono Jack Bauer utilise de la iocine Pentothal pour mener ses interrogatoires.
- Dans la série Chuck lors de l'épisode 8 de la saison 1, un agent secret utilise le sérum Pentothal pour tenter de retrouver des codes nucléaires qu'il aurait perdu.
- Dans la série Alias (Saison 1 - Épisode 21) Will le journaliste se fait injecter du Pentothal lors d'un interrogatoire.
- Dans la série Lost (Saison 5, Épisode 10) Sayid est torturé par un membre de la Dharma Initiative avec une drogue non connue qui fonctionne comme un sérum de vérité.
- Dans Prison Break (Saison 4) un agent du 'Cartel' fait usage d'un sérum sur son prisonnier  lors d'un interrogatoire.
- Dans NCIS Saison 7 Épisode 1, un terroriste injecte un sérum à Tony Dinozzo pour le contraindre à dire la vérité lors d'un interrogatoire.
- Dans Destinées, le docteur Bernard Morel injecte un sérum de vérité à Olivier pour lui faire avouer son agression.
- Dans Smallville saison 3 épisode 18, Chloé Sullivan est contaminée par un gaz qui pousse tous ses interlocuteurs à lui dire la vérité sans détour.
- Dans Sons of Anarchy, du Penthotal de sodium est utilisé pour obtenir les aveux d'un membre du cartel de Lobos.
- Dans Kaamelott, Séli veut savoir si son mari Léodagan a eu une aventure avec la duchesse d'Armorique, à l'aide d'une potion de vérité concoctée par Elias de Kelliwic'h. Mais c'est Arthur et Guenièvre qui boivent la potion, celle-ci ayant été versée dans du vin destiné à Léodagan. Arthur annonce alors à la Reine Guenièvre qu'il ne l'a jamais aimée. Il rattrape le coup par la suite en expliquant à la reine qu'il s'agissait en réalité d'une potion de confusion.
- Dans la série Skins[Laquelle ?].

#### Années 2010
- Dans l'épisode 23 saison 8 de Castle.
- Dans l'épisode 8 de la saison 1 de Salvation quand Darius Tanz et Grace Barrows se sont rendus aux autorités de police russes dans l'aéroport et se sont retrouvés plus tard en presence de Mr. le ministre de La Défense Russe Toporoff. Ce dernier leur a offert du thé avec la substance SP117, pour, ainsi, leur soutirer des informations concernant une météorite qui a frappé la Russie en 2013.
- Dans l'épisode 9 saison 2 de American Horror Story, Kit souffle l'idée à Lana de trouver du penthotal de sodium afin de l'utiliser sur le docteur Thredson pour qu'il avoue les meurtres qu'il a commis.
- Dans la série Human Target Ilsa utilise de la sodium thiopental pour mener un interrogatoire (S02E12).
- Dans la série Person of interest, dans l'épisode 2 de la saison 2, ’’ ROOT ’’, qui a enlevé Harold, utilise du thiopental sodique dans un verre d’eau pour faire avouer où se trouve la machine. Dans l'épisode 11 de la série 3, il est utilisé pour faire parler un témoin.
- Dans la série Arrow, il est utilisé par Ivo sur Oliver Queen pour lui faire avouer où se trouvent Sara et Slade.
- Dans la série Marvel Agents of SHIELD, dans le premier épisode, un tout nouveau sérum de vérité est utilisé sur l'agent Ward afin de gagner la confiance de Skye pour lui faire avouer le nom d'un récent et inconnu super héros.
- Dans la série sud-coréenne It's okay, this Is love le psychiatre Dong-min fait référence au sérum de vérité « Amytal de sodium ».
- Dans l'épisode 11 de l'anime Charlotte : Le sérum est injecté à Kumagami pour obtenir des renseignements sur les ESPers.
- Dans The Man in the High Castle, de l'acide D-Lysergique a été administré au Doc Meyer par le médecin SS avant l'interrogatoire. Peu convaincu d'emblée, l'Obergruppenführer Smith constate que le sujet présente des hallucinations et demande qu'on le prévienne lorsque les effets du médicament se sont estompés afin de pouvoir procéder à un interrogatoire plus conventionnel.
- Dans Iron Fist saison 1 épisode 9, Claire Temple propose d'administrer un serum de vérité à Madame Gao.
- Heroes, saison 4 épisode 14, Noé Bennet veut soutirer des informations en utilisant un sérum sur Edgar, pour tenter de comprendre ce que cache la foire de Samuel.
- Dans Alerte Cobra, saison 31 épisode 6, Simon Brandner{nom à vérifier} l'utilise sur Mélanie pour qu'elle lui révèle où elle a caché une fiole contenant le virus Ebola.

#### Années 2020
- Dans l'épisode final 15 de la saison 2 de Sombre Désir (Oscuro deseo) quand la police fait avouer le meurtre au suspect.
- Dans Totems, saison 1 épisode 7, Dimitri Yemeline l'utilise sur Ivo pour qu'il dénonce son collègue Francis Mareuil.
- Dans l'épisode 7 "la morsure" de la série Stranger Things, Steve Harrington et Robin Buckley, se font injecter ce sérum pour les obliger à expliquer la méthode qu'ils ont utilisé pour entrer dans la base secrète soviétique.

#### Années 2022
- Dans l'épisode 9 de la saison 1 du thriller d'espionnage québécois « Classé secret » Philip Miller se fait administrer le sérum de vérité par Valérie Kasher qui est ensuite interroger par sa nièce Rachel Miller.

1. ↑  (en) Bleckwenn WJ, Sodium amytal in certain nervous and mental conditions. Wis Med J 1930; 29: 693–696.
2. 1 2 3 4 5  (en) Emily Upton, « The Truth Behind Truth Serum Drugs », 24 mai 2013 (consulté le 19 août 2013).
3. 1 2 3  (en) « What truths does "truth serum" sodium pentothal actually reveal? », sur io9, 19 avril 2012 (consulté le 19 août 2013).
4. ↑  (en) « Does Truth Serum Really Exist? », sur WiseGeek, 27 mai 2013 (consulté le 19 août 2013).
5. ↑  (en) « Is Alcohol a Truth Serum? », sur WEBMD (consulté le 19 août 2013).
6. ↑  Yuri B. Shvets, Washington station : my life as a KGB spy in America, New York, Simon & Schuster, 1994, 298 p. (ISBN 0-671-88397-6)
7. ↑  (en) « Mumbai attacks: Militant kept in underwear to prevent suicide », sur The Daily Telegraph, 8 décembre 2008.
8. ↑  (en) « Exclusive: The Kasab Confession Part - 1 ».
9. ↑  (en) « Ajmal's Nationality Confirmed », sur Dawn (Pakistani Newspaper), 8 janvier 2009 (consulté le 31 janvier 2012)
10. ↑  (en) « CRIMINAL APPEAL NOS.1899-1900 OF 2011 », sur Supreme Court of India, 29 août 2012 (consulté le 6 janvier 2013).
11. ↑  (en) « Planned 9/11 at Taj: Caught Terrorist », sur Zee News, 29 novembre 2008
12. ↑  (en) « Please give me saline », sur Bangalore Mirror, 29 novembre 2008.
13. ↑  Hergé, Vol 714 Pour Sydney, Casterman, 1968 (ISBN 978-2-203-00121-3), p. 30-32